# 쌍성계의 생명체 거주가능성
쌍성계의 생명체 거주가능성이란 쌍성계의 행성의 행성 거주가능성을 말한다. 전형적인 예상치에 따르면 모든 항성계 중 50퍼센트 이상이 쌍성이다. 편향적인 표본의 영향일 가능성도 있지만, 1/3 정도는 쌍성으로 예측된다.
쌍성계의 행성은 두 별 모두를 공전하는 쌍성주위 행성("P-type") 과 두 별 중 하나를 공전하는 행성("S-type")으로 나뉜다. 50–60% 정도의 쌍성계는 생명체 거주 가능한 지구형 행성을 가질 것으로 예측된다.
쌍성계에서 두 별이 서로 떨어져 있는 거리는 가깝게는 1 천문단위 미만에서부터 멀게는 수백 천문단위까지 된다.
쌍성계에서 두 별이 충분히 멀고 다른 항성과의 궤도 이심률이 크지 않다면(대표적인 것으로 네메시스가 있다) 반성이 미치는 중력 효과는 미미할 것이며, 행성에 생명체가 살 수 있을 가능성에는 별 영향이 없을 것이다. 그러나 둘 사이가 별로 떨어져 있지 않다면 행성의 궤도는 안정되게 지속되지 못한다. 반대로 쌍성주위 행성에서는 두 별이 충분히 가까워서 행성의 공전 거리가 두 별 사이 거리에 비해 충분히 커야 행성의 궤도는 안정되게 지속될 수 있다.

## 비 쌍성주위 행성
쌍성주위 행성이 아닌 항성에서 만약 어떤 행성과 어머니 항성과의 거리가 어머니 항성과 다른 쌍성계 반성 거리의 5분의 1보다 더 멀 경우, 행성의 공전궤도는 안정되게 존속하지 못한다. 하지만 쌍성계라는 특성이 행성 생성을 방해할 가능성이 있다. 카네기 재단에 소속된 과학자 앨런 보스는 '쌍성계에서도 단독성계와 마찬가지로 가스 행성이 만들어질 수 있다'라고 제시했다.

## 쌍성주위 행성
쌍성주위 행성에서 어머니 항성들의 간격보다 항성-행성 거리가 2-4배 이상 될 때 쌍성주위 행성의 궤도가 안정되게 존속할 수 있다.

## 같이 보기
- 우주생물학
- 행성 거주가능성
- 쌍성주위 행성